# Parasophroniella javanica
Parasophroniella javanica là một loài bọ cánh cứng trong họ Cerambycidae.